# Коле дел Черо (Рим)
Коле дел Черо је насеље у Италији у округу Рим, региону Лацио.
Према процени из 2011. у насељу је живело 24 становника. Насеље се налази на надморској висини од 235 м.